# Quietscheentchen

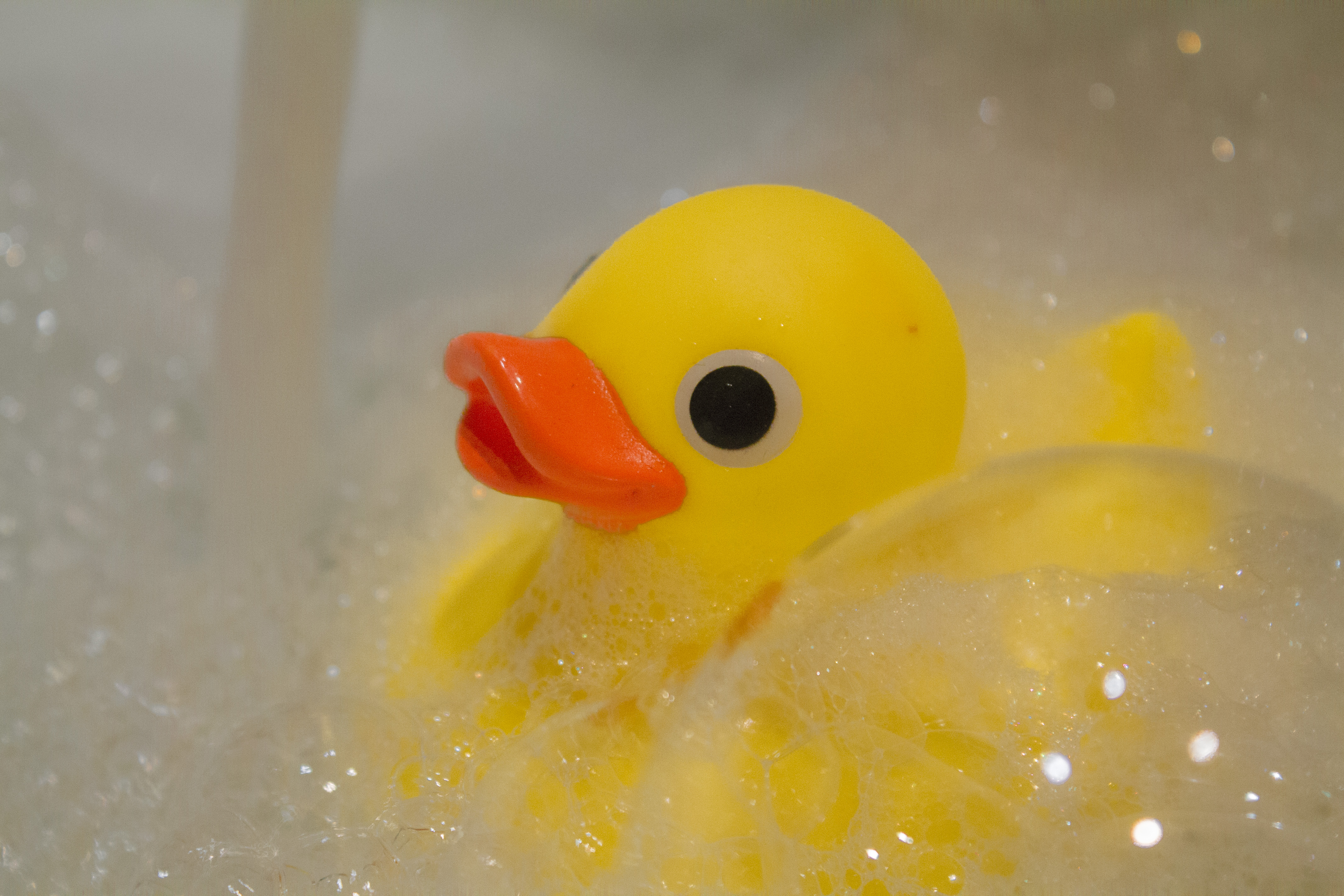
Quietscheentchen in der Badewanne

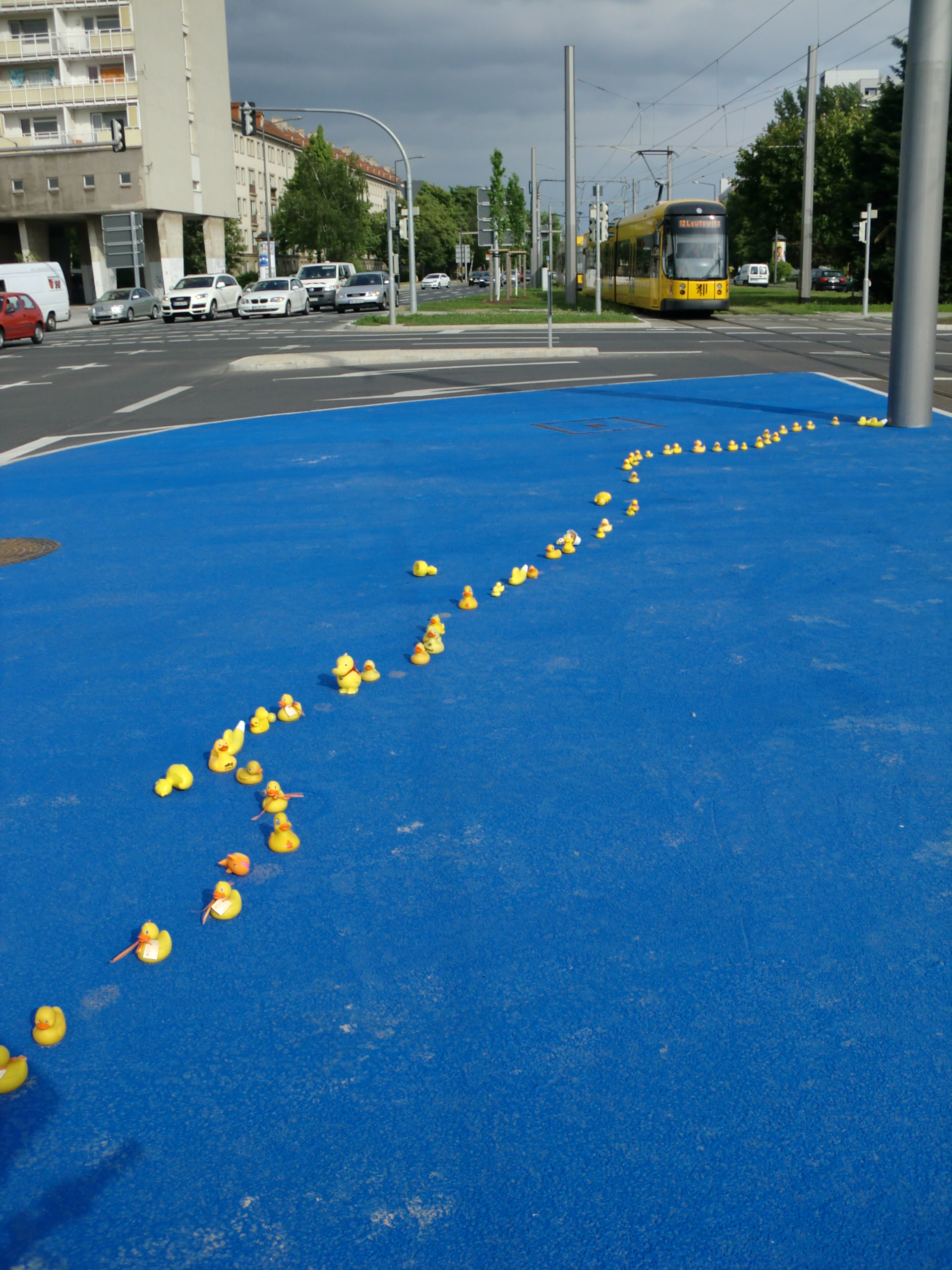
Quietscheentchen auf dem Pirnaischen Platz in Dresden

Ein Quietscheentchen, auch Quietscheente, Quietschente, Badeente, ist eine Entenfigur aus elastischem Kunststoff, die in der Regel als Spielzeug in der Badewanne verwendet wird. Beim Zusammendrücken des Entchens strömt durch ein spezielles Ventil Luft, was den charakteristischen Quietschton erzeugt. Das Quietscheentchen kann schwimmen, weil es einen luftgefüllten Hohlkörper bildet.
Die bisher größte Kollektion gehört Charlotte Lee aus Washington in den USA. 2011 umfasste ihre Sammlung 5631 unterschiedliche Enten, wofür sie einen Eintrag in das Guinness-Buch der Rekorde bekam.

## Anzeiger für Meeresströmungen
1992 gingen bei einem Frachter aus Hongkong, der nach Tacoma im US-Staat Washington unterwegs war, im Ostpazifik einige Container mit knapp 29.000 Spielzeugtieren über Bord, darunter zahlreiche Quietscheentchen. Diese schwimmen seitdem auf den Weltmeeren, einige haben inzwischen auch Europa erreicht. Forscher können die Sichtungen der Quietscheentchen nutzen, um die Ausdehnung der Müllstrudel auf den Weltmeeren zu berechnen.

## Aktionen
- 2020 wurden Gummi-Enten ein Symbol der Protestbewegung in Thailand, die den König und das regierende Militär kritisiert.[2][3]
- Bei der Aktion I found a duck wurden in London 500 mit einer Nummer und einer Webadresse beschriftete Quietscheentchen ausgesetzt. Das Spiel bestand darin, eine Ente zu entdecken, den Standort auf der Homepage zu melden, am besten mit Foto der Fundstelle. An einem möglichst originellen Ort setzte man die Ente wieder aus, damit der Nächste sie finden konnte.
- Einen besonderen Einsatz finden die Quietscheenten bei sogenannten Entenrennen. Hier werden sie zu Tausenden auf einem fließenden Gewässer ausgesetzt.
- Eine Kunstaktion des Niederländers Florentijn Hofman in den Jahren 2007 bis 2014 zeigte überdimensionale „Quietscheentchen“ mit bis zu 32 Metern Höhe in verschiedenen Häfen der Welt. Sie wurden unter dem Namen Rubber Duck (englisch für „Gummiente“) bekannt.
- In den USA wird der 13. Januar als Rubby Ducky Day gefeiert.[4]

## Trivia

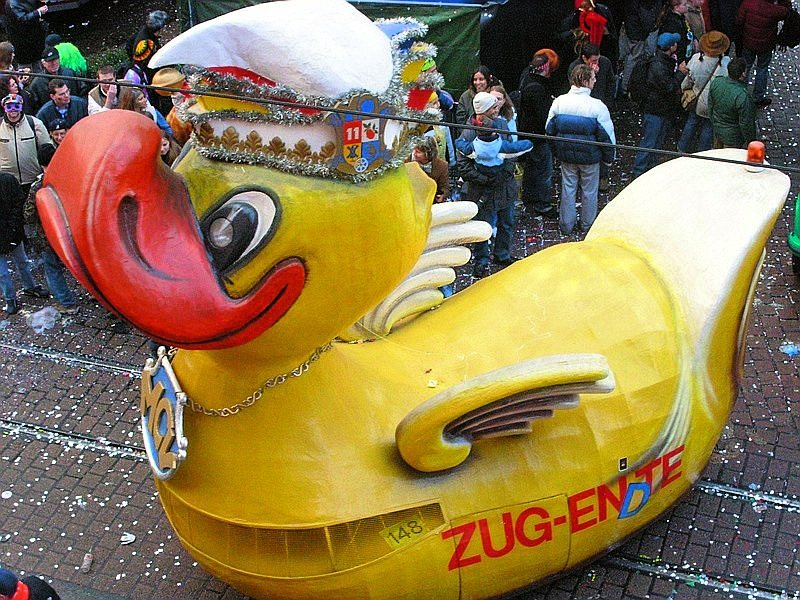
Die Zug-En(d)te beim Rosenmontagsumzug in Mainz

- Der erste Komponist, der die Quietscheente publikumswirksam als Musikinstrument einsetzte, war John Cage in Waterwalk (1960).
- Populär machte das Quietscheentchen in Deutschland u. a. die ab 1973 vom NDR ausgestrahlte Kinderserie Sesamstraße, in der die Figur Ernie mit einem gelben Exemplar badet und dabei den unter Kindern populären Quietscheentchen-Song singt (Stimme: Gerd Duwner).[5] Komponiert wurde das Stück von Jeff Moss. 1995 erreichte das Eurodance-Projekt Cosmix mit einem Remix des Titels Platz 17 der deutschen Single-Charts.

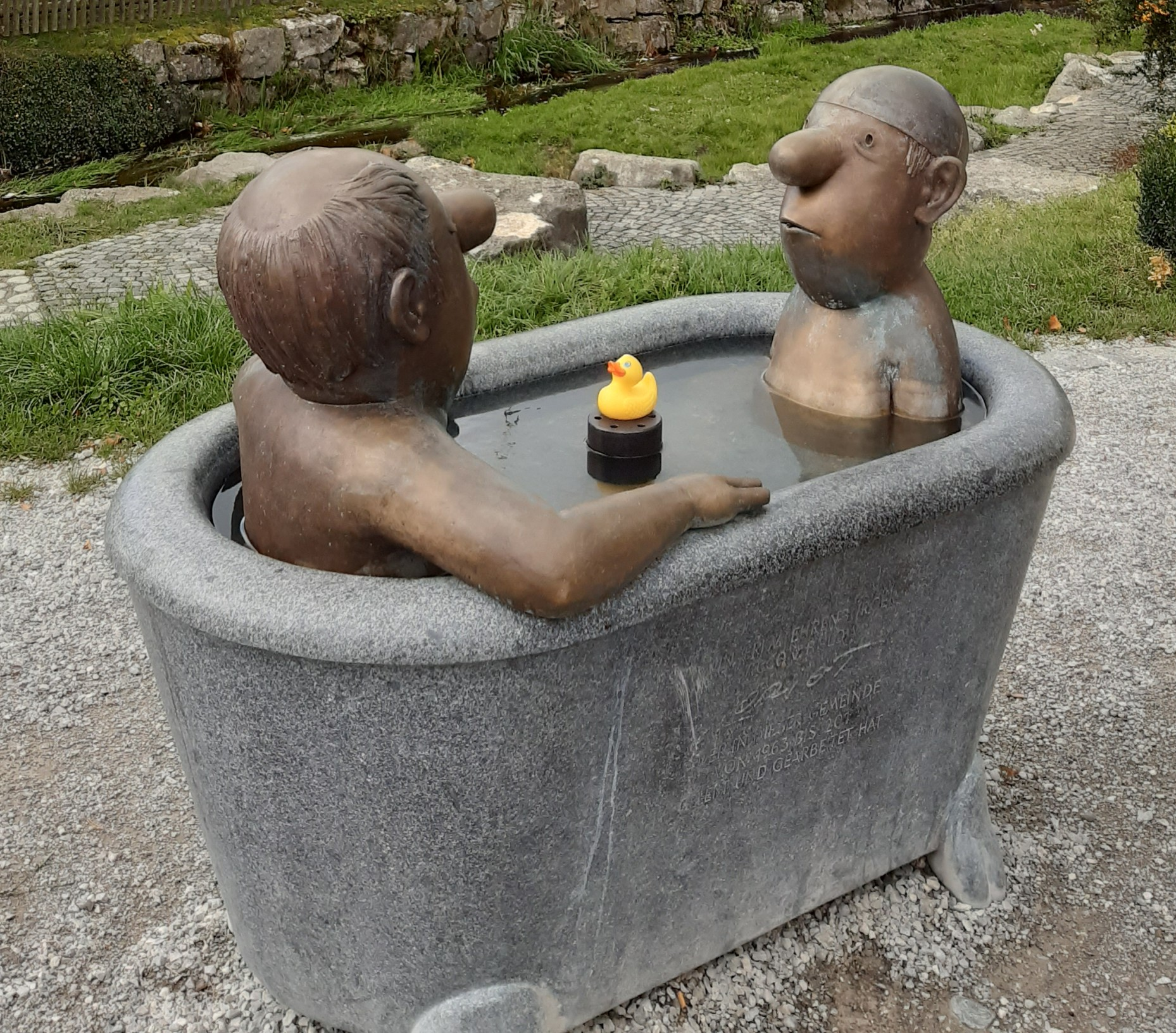
Quietscheentchen als Springbrunnen, Dorfplatz Münsing, Loriot-Denkmal Herren im Bad (2017)

- Quietscheentchen als Springbrunnen, Dorfplatz Münsing, Loriot-Denkmal Herren im Bad (2017)Der Humorist Loriot lässt die Protagonisten Herr Müller-Lüdenscheidt und Herr Dr. Klöbner in seinem Sketch Herren im Bad (1978) über ein solches Badetier in Streit geraten.
- In dem Film Kondom des Grauens benutzt eines der bissigen Kondome ein Quietscheentchen als Reittier in der Badewanne des amerikanischen Präsidentschaftskandidaten, um zu seinem Ziel zu gelangen – erfolgreich.
- Das Quietscheentchen diente auch als Vorbild für die Mainzer „Zug-En(d)te“, die das Zugende jedes Rosenmontagszuges markiert.
- Im Rahmen der Paddel Freestyle Rodeo WM 2003 an der Grazer Hauptbrücke wurde auch ein Plastikentenrennen veranstaltet. Eine große Menge etwa 9 cm kleiner gelber, nummerierter Polyethylenenten wurden in die Mur gekippt.
- In Perth, Australien, wurde 2018 eine für den Karneval angefertigte, etwa 3 m hohe gelborange Ente – vermutlich ein aus Folienstreifen geschweißtes Inflatable – in den Indischen Ozean abgetrieben und wird gesucht.[6]
- Beim Quietscheentchen-Debugging erklärt der Programmierer den fehlerhaften Quelltext eines Programms Zeile für Zeile einem Quietscheentchen, um die Fehlerursache zu finden.

## Gesundheitsrisiken
Schweizer Forscher des Wasserforschungsinstitut Eawag untersuchten Badeenten aus Gummi. In vier von fünf Tieren fanden die Forscher potenziell krankheitserregende Bakterien und Keime. Sie fanden zwischen fünf und 75 Millionen Zellen pro Quadratzentimeter, unter anderem Legionellen, Pseudomonas aeruginosa und diverse Pilze. Auch gesundheitlich riskante Phthalsäureester wurden in diesem Spielzeug nachgewiesen. Der Quietschton einer Quietscheente ist laut. Es wurden Schalldruckpegel von bis zu 130 Dezibel gemessen. Damit ist ein Quietscheentchen so laut wie ein Düsenflugzeug oder ein Rockkonzert. Für Kinder, die sich ein solches Spielzeug direkt an das Ohr halten besteht die Gefahr eines Gehörschadens. Damit ist die Eignung von Quietscheenten als Kinderspielzeug fraglich.